# Тридесет надгробних споменика са гробним местима истакнутих политичких, културних и јавних радника
Тридесет надгробних споменика са гробним местима истакнутих политичких, културних и јавних радника заштићени су споменици културе у Србији. Налазе се у оквиру Алмашког гробља у Новом Саду, које је део просторно културно-историјске целине од великог значаја.
Споменици су проглашени заштићеним актом Покрајинског завода за заштиту споменика културе 10. априла 1968. године, како би се очувала њихова историјска и уметничка вредност. Споменици су посвећени истакнутим личностима из света уметности, политике, образовања и других области, које су оставиле дубок траг у историји Новог Сада, као и у културном и политичком животу тог времена. Међу овим истакнутим личностима могу се наћи значајни писци, глумци, композитори, новинари, али и политички и друштвени активисти из XIX и прве половине XX века.
Алмашко гробље, заједно са Римокатоличким, Успенским, Реформатско хришћанским и Словачко евангеличким гробљем, Русинским, као и Јеврејским гробљем, представљају непокретно културно добро као просторна културно-историјска целина од великог значаја.
У централном регистру споменика културе, тридесет надгробних споменика са гробним местима истакнутих политичких, културних и јавних радника заведени су под бројем СК 1589.

## Списак споменика
| Бр. | Фотографија споменика | Име и презиме                                    | Период живота                                                  | Опис                                                                          | Гробно место              | Реф.  |
| --- | --------------------- | ------------------------------------------------ | -------------------------------------------------------------- | ----------------------------------------------------------------------------- | ------------------------- | ----- |
| 1.  |                       | Павле Симић                                      | 1818-1876                                                      | академски сликар, најизразитији представник бидермајера у црквеном сликарству | парцела 1, рејон, ред 1   |       |
| 2.  |                       | Милан Савић др.                                  | 1845-1930                                                      | дугогодишњи секретар Матице српске, уредник "Летописа"                        | парцела 2, рејон 1, ред 1 |       |
| 3.  |                       | Ђока Мијатовић др.                               | 1848-1878                                                      | један од првих социјалиста Војводине                                          | парцела 4, рејон 1, ред 1 |       |
| 4.  |                       | Димитрије Ружић и Драгиња Ружић и Милка Марковић | 1841-1912, 1834-1905, 1869-1930                                | сви глумци Српског народног позоришта                                         | парцела 4, рејон 1, ред 2 |       |
| 5.  |                       | Арса Пајевић                                     | 1841-1905                                                      | новосадски књижар, штампар и издавач                                          | парцела 4, рејон 1, ред 1 |       |
| 6.  |                       | Антоније Тона Хаџић                              | 1833-1917                                                      | писац, управник Српског народног позоришта, секретар Матице српске            |                           |       |
| 7.  |                       | Исидор Бајић                                     | 1878-1915                                                      | композитор                                                                    | парцела 2, рејон 1, ред 1 |       |
| 8.  |                       | Лаза Телечки                                     | 1839-1873                                                      | глумац и редитељ Српског народног позоришта                                   | парцела 1. рејон 1, ред 1 |       |
| 9.  |                       | Миша Димитријевић                                | 1841-1889                                                      | политичар, публициста, главни уредник "Браника"                               | парцела 3, рејон 1, ред 1 |       |
| 10. |                       | Васа Јовановић Чича                              | 1827-1900                                                      | добротвор који је цело своје имање оставио Српској гимназији                  | парцела 3, рејон 1, ред 1 |       |
| 11. |                       | Васа Јагазовић                                   | 1826-1890                                                      | трговац и народни добротвор                                                   | парцела 3, рејон 1, ред 1 |       |
| 12. |                       | Марко Нешић                                      | 1873-1938                                                      | композитор и хоровођа певачког друштва "Невен"                                | парцела 5, рејон 2, ред 6 |       |
| 13. |                       | Светислав Стефановић Буца                        | 1872-1916                                                      | глумац Српског народног позоришта                                             | парцела 4, рејон 1, ред 5 |       |
| 14. |                       | Трифун Вујин                                     | 1819-1885                                                      | добротвор Велике српске гимназије                                             | парцела 1, рејон 1, ред 1 |       |
| 15. |                       | Жарко Васиљевић и Коча Васиљевић                 | 1892-1946, 1863-1929                                           | књижевник и глумац                                                            | парцела 2, рејон 1, ред 2 |       |
| 16. |                       | Петар Попадић                                    | 1841-1917                                                      | трговац, добротвор Матице српске                                              | парцела 1, рејон 1, ред 1 |       |
| 17. |                       | Теодор Мандић др.                                | 1824-1903                                                      | правни писац и политички радник                                               | парцела 2, рејон 1, ред 1 | [ 3 ] |
| 18. |                       | Милан Матејић                                    | на споменику није наведено (1871—1919)                         | глумац Српског народног позоришта                                             | парцела 1, рејон 1, ред 1 | [ 4 ] |
| 19. |                       | Сима Ђорђевић                                    | 1813-1878                                                      | добротвор који је своје имање оставио Матици Српској                          | парцела 1, рејон 1, ред 1 | [ 5 ] |
| 20. |                       | Софија Вујић и Паја Поповић                      | 1848-1922, 1850-1875 исправне године (1851—1921) и (1852—1876) | глумци народног позоришта                                                     | парцела 1, рејон 1, ред 1 |       |
| 21. |                       | Илија Огњановић Абуказен др.                     | 1845-1900                                                      | књижевник и лекар                                                             | парцела 3, рејон 1, ред 1 |       |
| 22. |                       | Арсеније Ћирић                                   | 1826-1894                                                      | председник Задруге Срба занатлија                                             |                           |       |
| 23. |                       | Јован Андрејевић др.                             | 1833-1864                                                      | књижевник и лекар                                                             |                           |       |
| 24. |                       | Милан Јовановић Баба                             | 1849-1933                                                      | професор новосадске гимназије и преводилац са латинског језика                |                           |       |
| 25. |                       | Јован Туроман др.                                | 1840-1915                                                      | професор новосадске гимназије и Велике школе у Београду                       | парцела 3, рејон 1, ред 1 |       |
| 26. |                       | Каменко Суботић др.                              | 1833-1928                                                      | писац и вишегодишњи секретар Матице српске                                    | парцела 2, рејон 1, ред 4 |       |
| 27. |                       | Димитрије Кириловић др.                          | 1894-1956                                                      | публициста и научни радник Матице српске                                      | парцела 2, рејон 2, ред 6 |       |
| 28. |                       | Александар Гавриловић                            | 1833-1911                                                      | професор и директор новосадске гимназије                                      | парцела 2, рејон 1, ред 1 |       |
| 29. |                       | Ђорђе К. Јовановић                               | 1837-1904                                                      | школски и црквени добротвор                                                   | парцела 3, рејон 1, ред 1 |       |
| 30. |                       | Владимир Деметровић др.                          | 1861-1915                                                      | градоначелник Новог Сада                                                      | парцела 1, рејон 1, ред 1 |       |